# Héctor Saúl Téllez Hernández
Héctor Saúl Téllez Hernández (13 de junio de 1974) es un político mexicano, miembro del Partido Acción Nacional (PAN). Es diputado federal para el periodo de 2021 a 2024.

## Biografía
Es licenciado en Derecho egresado de la Universidad Nacional Autónoma de México (UNAM) y cursa estudios de maestría en Administración Pública en el Instituto Nacional de Administración Pública (INAP)
De 1998 a 2004 fue funcionario en la Unidad de Asuntos Jurídicos de la Secretaría de Contraloría y Desarrollo Administrativo del Gobierno Federal, en 2004 fue subdirector de Estudios Normativos de la Coordinación Nacional del Programa Oportunidades de la Secretaría de Desarrollo Social, de 2004 a 2006 fue asesor en Aeropuertos y Servicios Auxiliares y de 2006 a 2009 fue secretario técnico de la comisión de Desarrollo Metropolitano de la LX Legislatura de la Cámara de Diputados.
A partir de 2009 de integró en el comité directivo del PAN en la Ciudad de México, donde de ese año a 2010 fue secretario de Vinculación Ciudadana y Gestión Social, en 2010 fue jefe de Oficina de la Presidencia del comité directivo del PAN, en 2013 presidente de la xomisión de Asuntos Hacendarios y Fiscales de la Coordinación Nacional de Diputados Locales del comité nacional del partido, y en 2016 titular de la secretaría de Acción Social y Comunitaria del comité directivo del PAN en la Ciudad de México.
De 2012 a 2015 fue diputado a la VI Legislatura de la entonces Asamblea Legislativa del Distrito Federal, elegido por el principio de representación proporcional. En ella fue presidente de la comisión de Hacienda; e integrante de las comisiones Investigadora L12; de Desarrollo Metropolitano; de Desarrollo Rural; Jurisdiccional; y, de Asuntos Interinstitucionales.
En elecciones de 2021 fue postulado candidato de la coalición Va por México a diputado federal por el Distrito 24 de la Ciudad de México en Coyoacán, logrando la victoria sobre su opositora de Morena, Guadalupe Ramos Sotelo, que buscaba ser reelegida en el cargo. Asumió la representación en la LXV Legislatura de 2021 a 2024 y en la que es secretario de la comisión de Presupuesto y Cuenta Pública; e integrante de las comisiones de Bienestar; de Transparencia y Anticorrupción; de Energía; y, de Vivienda.